# آلیس: بازگشت جنون
آلیس: بازگشت جنون (به انگلیسی: Alice: Madness Returns) یک بازی اکشن-ماجراجویی محصول سال ۲۰۱۲ می‌باشد که توسط اسپایسی هورس توسعه یافته و توسط الکترونیک آرتس برای پلتفرم‌های ویندوز، پلی‌استیشن ۳ و ایکس‌باکس ۳۶۰ منتشر شده است. این بازی دنباله‌ای بر آلیس امریکن مک‌گی (۲۰۰۰) بوده و کارگردانی آن بر عهدهٔ خالق مجموعه، امریکن مک‌گی بوده‌است.
این بازی داستان آلیس لیدل، دختری جوان که از تروما ناشی از مرگ خانواده‌اش در یک آتش‌سوزی رنج می‌برد را روایت می‌کند. آلیس از یک کلینیک روان‌پزشکی مرخص شده و اکنون در یتیم‌خانه‌ای مخصوص کودکان آسیب‌دیده‌ی روانی، تحت مراقبت دکتر انگوس بامبی زندگی می‌کند. او برای رهایی از تروما و کشف حقیقت گذشته‌اش بار دیگر وارد سرزمین عجایب می‌شود؛ که اکنون نیرویی شیطانی آن را فاسد و ویران کرده.